# Bantu

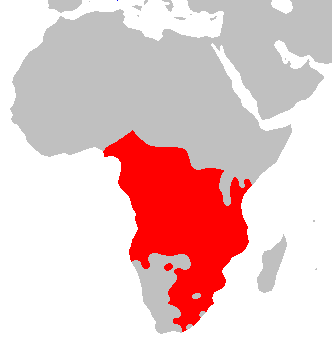

Bantu este un termen folosit pentru a desemna cca. 400 de etnii naționale diferite din zonele Africa Centrală și Africa Sudică. Tot bantu se mai numește și o subgrupă a limbilor Niger-Congo. În anul 2007 populația bantu număra cca. 200 de milioane. Albii din Africa de Sud denumesc bantu toată populația africană de culoare.

## Istoric
Negrii bantu nu au avut dorința sau sentimentele naționale necesare unui trai împreună. Termenul bantu a fost folosit pentru prima oară în 1862 de lingvistul german Wilhelm Heinrich Immanuel Bleek (1827 - 1875), care în lucrarea sa „Eine vergleichende Grammatik der südafrikanischen Sprachen” (Gramatica comparată a limbilor sud-africane) definește grupa bantu ca o grupă formată din mai multe limbi ale locuitorilor din Africa Centrală și Sudică, având anumite trăsături comune. Această teză este în parte acceptată și în prezent. Limba bantu a fost până în trecutul apropiat numai o limbă vorbită, ea fiind reconstruită anevoios prin studierea limbii orale și a descoperirilor arheologice. O excepție este limba „Suaheli”, care are și formă scrisă, limbă care încă înainte de sosirea coloniștilor portughezi a preluat o serie de cuvinte din limbile arabă, indiană și persană.